# Soltam M-66
Soltam M-66 je minobacač kalibra 160 mm, izraelske proizvodnje. Temeljen je na ranijem dizajnu minobacača M-58, također kalibra 160 mm kojeg je proizvela finska tvrtka Vammas (današnja Patria). Minobacač izbacuje HE bombe (bombe visoke eksplozije) teške 38 kg na max. udaljenost od 9.600 metara. Za korištenje minobacača potrebna je posada od 6 do 8 vojnika.
Postoje dva modela M-66:
- vučna haubica - može se priključiti na stražnji kraj oklopnog vozila te tako prevoziti
- samohodno topništvo - M-66 se može montirati na šasiju tenka M4 Sherman, što je rezultiralo stvaranjem samohodnog topništva Makmat 160 mm.

## Korisnici
- Izrael
- Ekvador
- Honduras
- JAR
- Singapur

## Vanjske poveznice
- Soltam M-66 u izraelskoj uporabi  Arhivirana inačica izvorne stranice od 24. veljače 2020. (Wayback Machine)
- Israeli-weapons.com  Arhivirana inačica izvorne stranice od 7. studenoga 2007. (Wayback Machine)
- Topništvo singapurske vojske
- Korištena oružja u Arapsko-izraelskim ratovima  Arhivirana inačica izvorne stranice od 9. siječnja 2009. (Wayback Machine)